# John William Waterhouse
Pour les articles homonymes, voir Waterhouse.
John William Waterhouse, né le 6 avril 1849 à Rome et mort le 10 février 1917 à Londres, est un peintre britannique et italien.
Proche du style et des sujets des préraphaélites, il est connu pour ses tableaux inspirés de la mythologie et de la littérature.

## Biographie
John William Waterhouse naît en 1849 à Rome, où son père travaille comme peintre, et est baptisé le 6 avril. Certains historiens de l'art pensent qu'il serait né entre le 1er et le 23 janvier. Ses  parents sont les peintres William et Isabela Waterhouse. John est âgé de cinq ans lorsque la famille déménage à Londres (South Kensington), à proximité du Victoria and Albert Museum. Son père lui enseigne la peinture et John William Waterhouse l'assiste dans son studio tout en copiant des oeuvres de la National Gallery et en suivant des cours à la South Kensington School, jusqu'à ce qu'il soit admis à la Royal Academy en 1870. Ses premières œuvres sont de facture très classique, dans l'esprit d'Alma-Tadema et de Frederic Leighton.Consulting the Oracle lui apporte des retours favorables. Le tableau a été acquis par Sir Henry Tate, qui a aussi fait l'acquisition de The Lady of Shalott à l'exposition de l'Académie de 1888. Les oeuvres tardives révèlent l'intérêt croissant de Waterhouse pour des thèmes associés aux préraphaélites, particulièrement au travers des femmes au destin tragique ou des femmes puissantes et fatales, mais aussi par la peinture de plein-air. Dans le milieu des années 1880, John William Waterhouse commence à exposer des tableaux comme Mariamne (1889), en Angleterre comme à l'étranger, comme membre du mouvement symboliste.

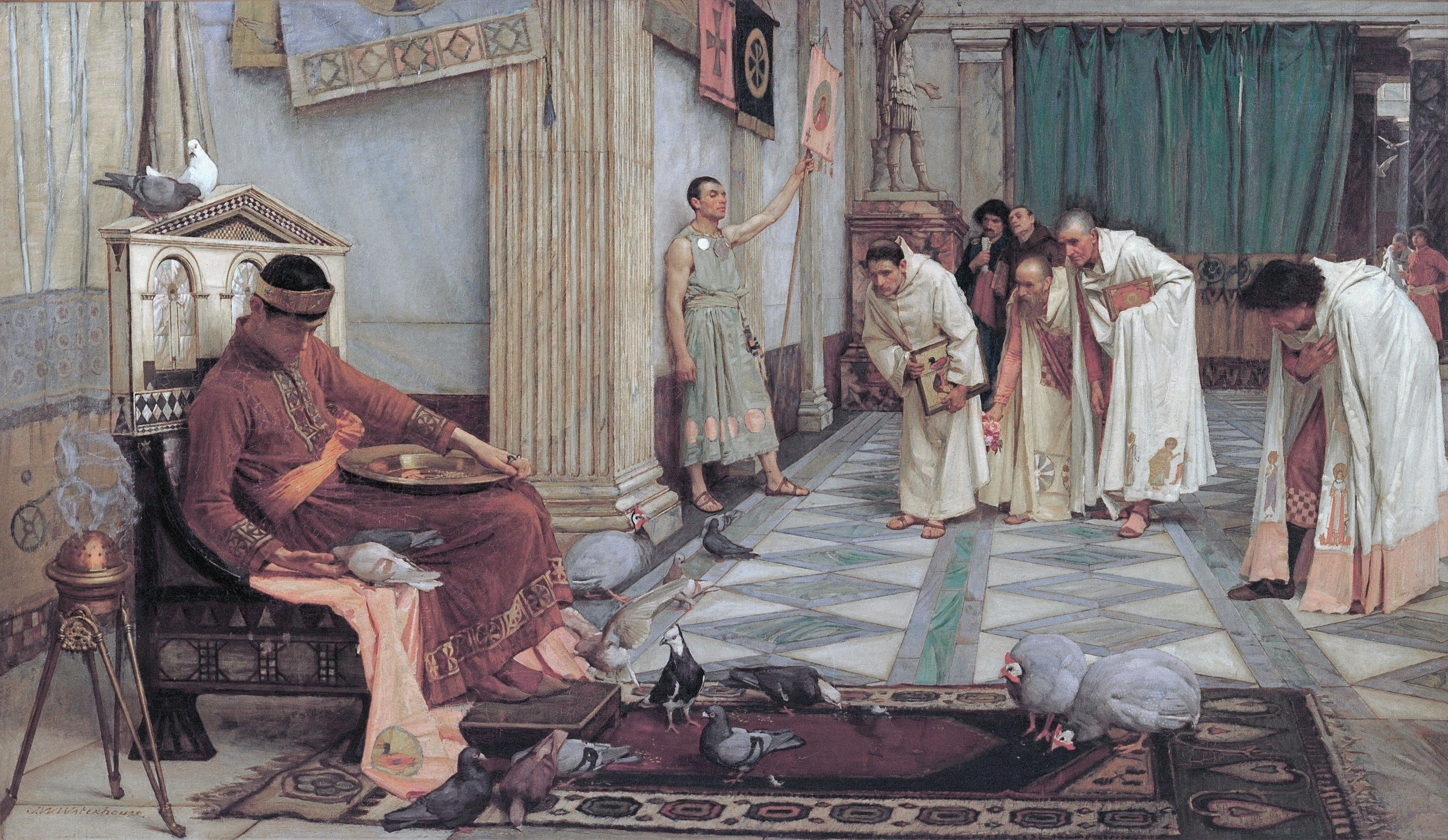
Les Favoris de l'empereur Honorius (1874), Adélaïde, Galerie d'art d'Australie-Méridionale.

En 1874, Waterhouse présente l'allégorie classique Sleep and His Half-Brother Death à l'exposition d'été de la Royal Academy. Le tableau est très bien reçu. Il devient un membre associé de l'Académie Royale en 1885 et un membre à part entière en 1895. Il est aussi élu au Royal Institute of Painters in Watercolour en 1883 bien qu'il en démissionne en 1889.
Waterhouse expose à la Society of British Artists, la Dudley Gallery, la Grosvenor Gallery et ses successeurs, la New Gallery, mais aussi dans des expositions hors de la capitale comme à Birmingham, Liverpool et Manchester. Il reçoit une médaille d'argent à l'exposition universelle de Paris de 1889. Presque tous les ans jusqu'à sa mort, Waterhouse présentera des tableaux à la Royal Academy. Il épouse la fille d'un professeur d'art, Esther Kenworthy, en 1883. Le couple n'aura pas d'enfant. En 1895, Waterhouse est élu comme membre de la Royal Academy of Arts. Atteint du cancer, il meurt le 10 février 1917. Sa tombe est visible au cimetière Kensal Green à Londres.

## Œuvres
Son premier tableau, Sleep and His Half-Brother Death, est une allégorie du sommeil et de la mort. Il s'inspire des divinités grecques Hypnos et Thanatos.

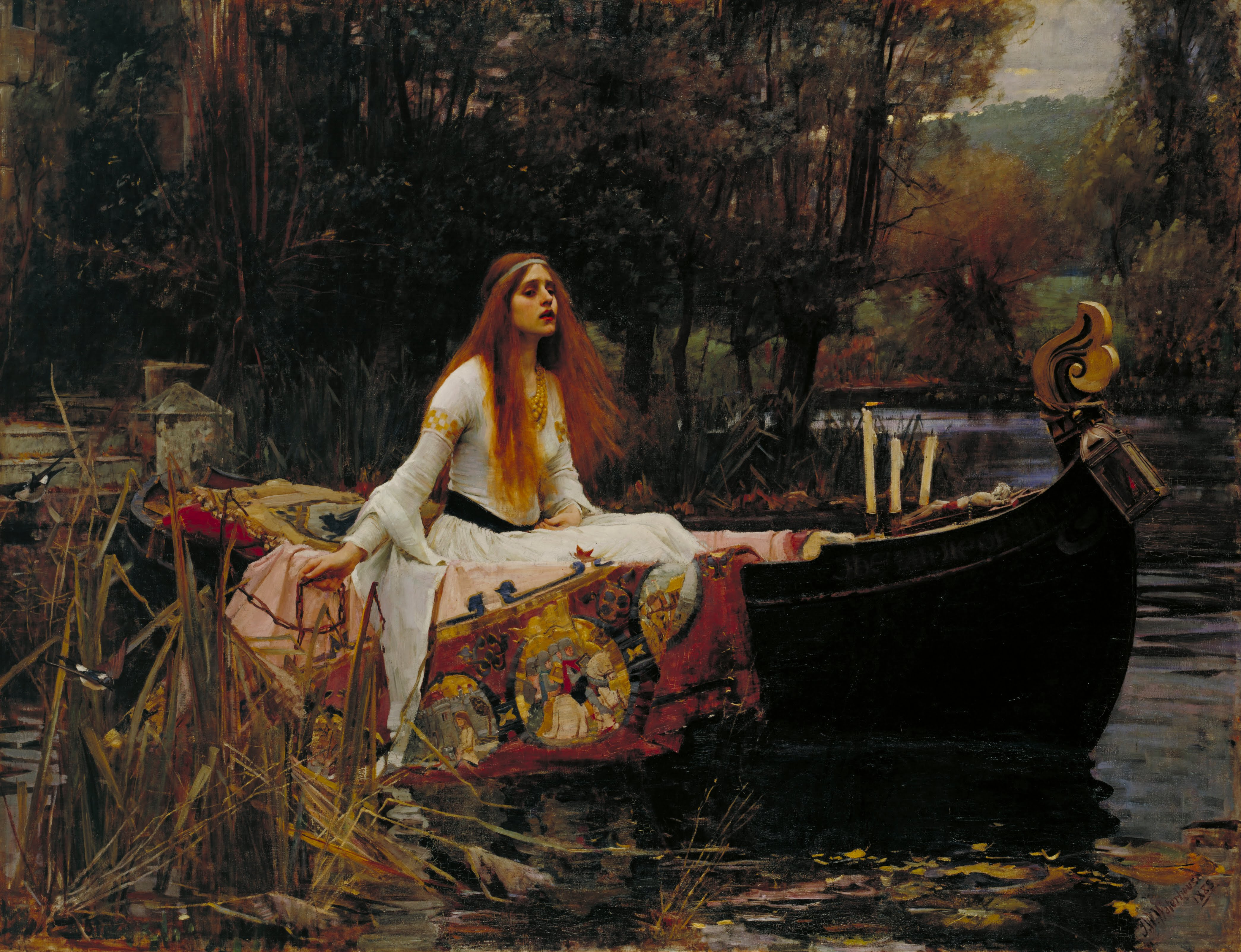
The Lady of Shalott (1888), Londres, Tate Britain.

Son tableau le plus célèbre est The Lady of Shalott, inspiré d'un poème écrit par Lord Tennyson en 1832 et mettant en scène le personnage arthurien Élaine d'Astolat,. Cette jeune fille meurt de chagrin parce que son amour n'est pas payé de retour par Lancelot. Cette œuvre est généralement exposée au musée Tate Britain. Waterhouse composera trois versions différentes sur ce thème, en 1888, 1896, et 1916.

Ulysse et les Sirènes (1891), Melbourne, National Gallery of Victoria.

Un autre sujet favori de Waterhouse est Ophélie, personnage de la tragédie d’Hamlet. L'un de ses tableaux les plus connus abordant ce sujet la représente juste avant sa mort, mettant des fleurs dans ses cheveux alors qu'elle est assise sur une branche d'arbre penchée sur un lac. Comme The Lady of Shalott et d'autres peintures de Waterhouse, il dévoile une femme mourante dans ou près de l'eau. Il pourrait aussi avoir été inspiré par les peintures d'Ophélie de Dante Gabriel Rossetti et John Everett Millais.
Son tableau L'Âme de la rose, composé en 1908, illustre un poème d'inspiration médiévale d'Alfred Tennyson.